# 성자무쌍 ~샐러리맨이 이세계에서 살아남기 위해 걷는 길~
성자무쌍 ~샐러리맨이 이세계에서 살아남기 위해 걷는 길~(聖者無双
〜サラリーマン、異世界で生き残るために歩む道〜)는 브로콜리 라이온이 원작한 일본의 라이트 노벨 소설 작품이다. 2015년 10월 17일부터 2022년 2월 28일까지 「소설가가 되자」에서 연재되었고, 서적판은 GC 노벨즈(마이크로 매거진)에서 2016년 8월부터 간행 중이다. 일러스트는 sime.